# کتابخانه آصفیه
کتابخانه آصَفِیَّه، یکی از کتابخانه‌های مهم و معتبر کشور هند است که در منطقه حیدرآباد دکن واقع شده‌است. این کتابخانه در تاریخ ۱۳۰۸ ه‍.ق / ۱۸۹۱ م و در زمان میرمحبوب علی‌خان‌نظام نهم (متوفی ۱۳۲۹ ه‍.ق) و به کوشش سید حسین بلگرامی و ملا عبدالقیوم پایه‌ریزی شد. پس از تأسیس کتابخانه، حکومت وقت، دکن را جزء تأسیسات دولتی برشمرد و برایش مقرری سالانه وضع نمود. حکومت برای گسترش مجموعه، اقدام به خرید کتابخانه‌های شخصی نمود تا بتواند کتابخانه آصفیه را تأمین نماید. در دوران ریاست تصدق حسین، فهرستی از کتاب‌های کتابخوانه که به زبان عربی و فارسی بودند، تهیه شد. این کتابخانه پس از انقراض حکومت نظام شاهیه دکن، کتابخانه مرکزی حیدرآباد نام گرفت. کتابهای این مجموعه به کتابخانه دولتی نسخ شرقی و مؤسسه تحقیقاتی آندراپرادش منتقل شد.
آثار و نسخ موجد در این کتابخانه، متعدد گزارش شده و به زبان‌های عربی، فارسی، اردو، انگلیسی و برخی زبانهای محلی شبه قاره می‌باشند که در دو نوع چاپی و خطی نگهداری می‌شوند. طبق یک گزارش، تعداد کتابهای این کتابخانه در سال ۱۳۷۰ ه‍.ق / ۱۹۵۰ م، تقریباً ۷۶۷۶۰ جلد بوده‌است. از میان مجموع جلدهای این کتابخانه، ۱۴۴۲۸ جلد آن را نسخه‌های خطی تشکیل داده‌است. در سال ۱۹۵۰ میلادی، تعداد نسخ خطی فارسی و عربی این مجموعه به ۱۶۰۰۰ نسخه و نسخه‌های خطی به زبان اردو این مجموعه به ۸۰۰ جلد رسید. موضوع این آثار، متنوع گزارش شده و در رشته‌های فقه شیعی، فقه سنی، کلام، حدیث، رجال، علوم قرآنی، ادبیات، فلسفه، منطق، تاریخ، جغرافیا، طب، ریاضیات، نجوم و… می‌باشد. برخی از این آثار از لحاظ تذهیب و خطاطی، از همیت خاصی برخوردار هستند. در این کتابخانه کتب نادری و منحصر به فردی نیز گزارش شده‌است که مربوط به سده‌های پنجم تا دهم ه‍.ق می‌باشند و برخی از آنها به خط نویسندگان یا فرزندان و شاگردان آنان صورت گرفته‌است. برخی از این نسخ، از خزائن سلاطین یا کتابخانه دانشمندان با حواشی و تعلیقات سودمند به این مجموعه راه یافته‌اند. فهرست گزیده کتابهای این مجموعه، در چهار جلد منتشر شده‌است که تنها شامل کتب فارسی و عربی و تعدادی از کتب اردو می‌باشد.

## مدیران
اولین مدیر این مجموعه، مولوی سید علی‌حیدر طباطبایی بود که پس از مرگ وی، مولوی تصدق حسین به ریاست مجموعه منصوب شد. وی مدت زیادی را به عنوان رئیس کتابخانه در آنجا خدمت کرد و پس از او، پسرش مولوی عباس حسین مدیر کتابخانه شد.